# مجواد (اسم)
مجواد هو اسم علم مذكر من أصل عربي، ومعناه هو على صيغة المبالغة من الجواد، وهوالذي يكثر من الجود، ومن الإتيان بالجيد من الأشياء، ومن الشعر السخي، من الفعل جاد يجود صار جيدًا.

## الأصل اللغوي
1. مِجواد: (اسم)
  - الجمع : مجاويدُ ، المؤنث : مِجْواد و مِجْوادَة
  - صيغة مبالغة من جاد: رجل مِجْواد : كريم
2. مِجْواد: (اسم)
  - مِجْواد : مؤنت مِجواد

## وصلات خارجية
- موسوعة السلطان قابوس لأسماء العرب